# Administrativní dělení Prahy
Hlavní město Praha se běžně dělí na 112 katastrálních území, 57 městských částí, 22 správních obvodů a 10 obvodů.

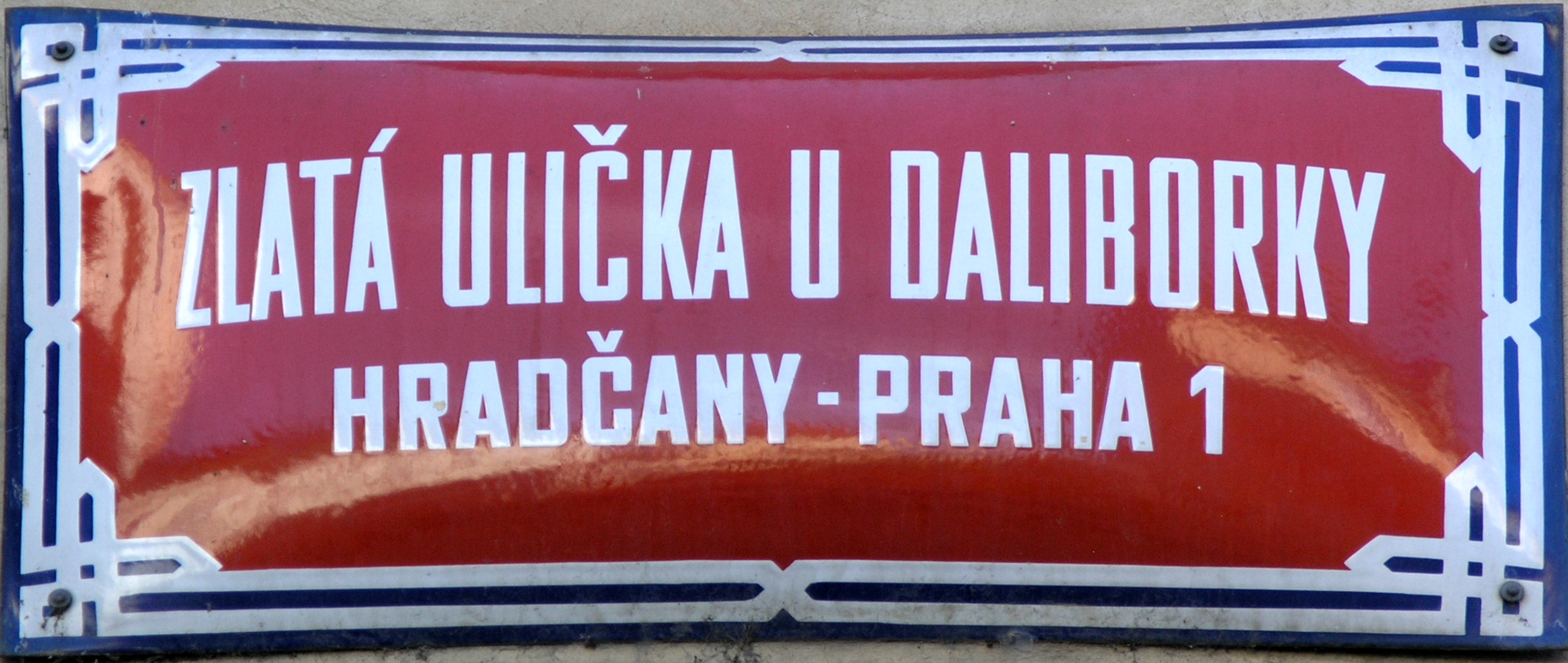
Tabule ukazuje, že se nachází v evidenční části obce Hradčany a v obvodu Praha 1

112 katastrálních území je v případě Prahy ze zákona územně totožných s evidenčními částmi obce.
57 městských částí na svém území vykoná svoji samostatnou působnost, z toho 22 větších městských částí má názvy podobné názvům správních obvodů (Praha 1 – Praha 22).
22 správních obvodů (Praha 1 – Praha 22) vykonává přenesenou působnost státní správy pro území stejnojmenné městské části, a případně pro území jedné či více menších městských částí.
10 obvodů, které jsou na úrovni okresů, nemá vlastní samosprávu. Používají se hlavně pro statistické účely (LAU1), používá je pošta a jsou podle nich vymezeny soudní obvody.
Členění hlavního města není jednoduché, protože je v platnosti souběžně několik různých typů členění: katastrální, evidenční, státně-územní, samosprávné a několik úrovní a druhů správního, území Prahy si podle svých potřeb člení i různé organizace. Některá členění navzájem zvláště v centrální oblasti města nekorespondují. Některé čtvrti však nejsou ani samostatnými evidenčními jednotkami a jsou součástí čtvrtě větší, která evidenční nebo samosprávnou územní jednotkou je.

## Historie
Vývoj hlavního města Prahy jako jednotného města lze počítat od sloučení čtyř pražských měst v roce 1784 do královského hlavního města Prahy. V letech 1850–1901 pak k němu byly připojeny další čtyři části. Klíčovým mezníkem je vznik Velké Prahy v roce 1922. V roce 1960 byly k Praze připojeny dvě části, ke dvěma rozsáhlým vlnám připojování pak došlo v letech 1968 a 1974. Od té doby se území hlavního města Prahy zásadně nezměnilo. Žádná část se od hlavního města nikdy neodtrhla. Z původního vymezení slučovaných obcí a měst vychází zejména dnešní katastrální členění.
Před rokem 1922 byly části Prahy, podobně jako části jiných obcí a měst, číslovány římskými čísly. Po vytvoření Velké Prahy v roce 1920 však byly některé z nově připojených obcí seskupeny do větších obvodů, značených římskými čísly. V roce 1947 byla poprvé narušena skladebnost částí města do obvodů, v roce 1949 bylo členění Prahy reformováno a Praha rozčleněna do 16 obvodů číslovaných nově arabskými číslicemi, v roce 1960 byl počet obvodů redukován na 10 a při rozšiřování Prahy v letech 1968 a 1974 byly nové části připojovány k již existujících 10 obvodům, avšak obce připojené v roce 1974 si zároveň zachovaly své místní národní výbory. V roce 1990 bylo vytvořeno 56 samosprávných městských částí, jejichž základem byly obvody působnosti dosavadních místních úřadů a deset obvodů osekaných o připojené části, přičemž obvodní úřady nadále vykonávaly přenesenou působnost pro celé obvody. V letech 1995–2002 však město přenesenou působnost přeorganizovalo do systému nejprve 15+10, později 22 správních obvodů, ačkoliv územní členění Prahy na 10 obvodů platí stále.

## Katastrální území a evidenční části obce

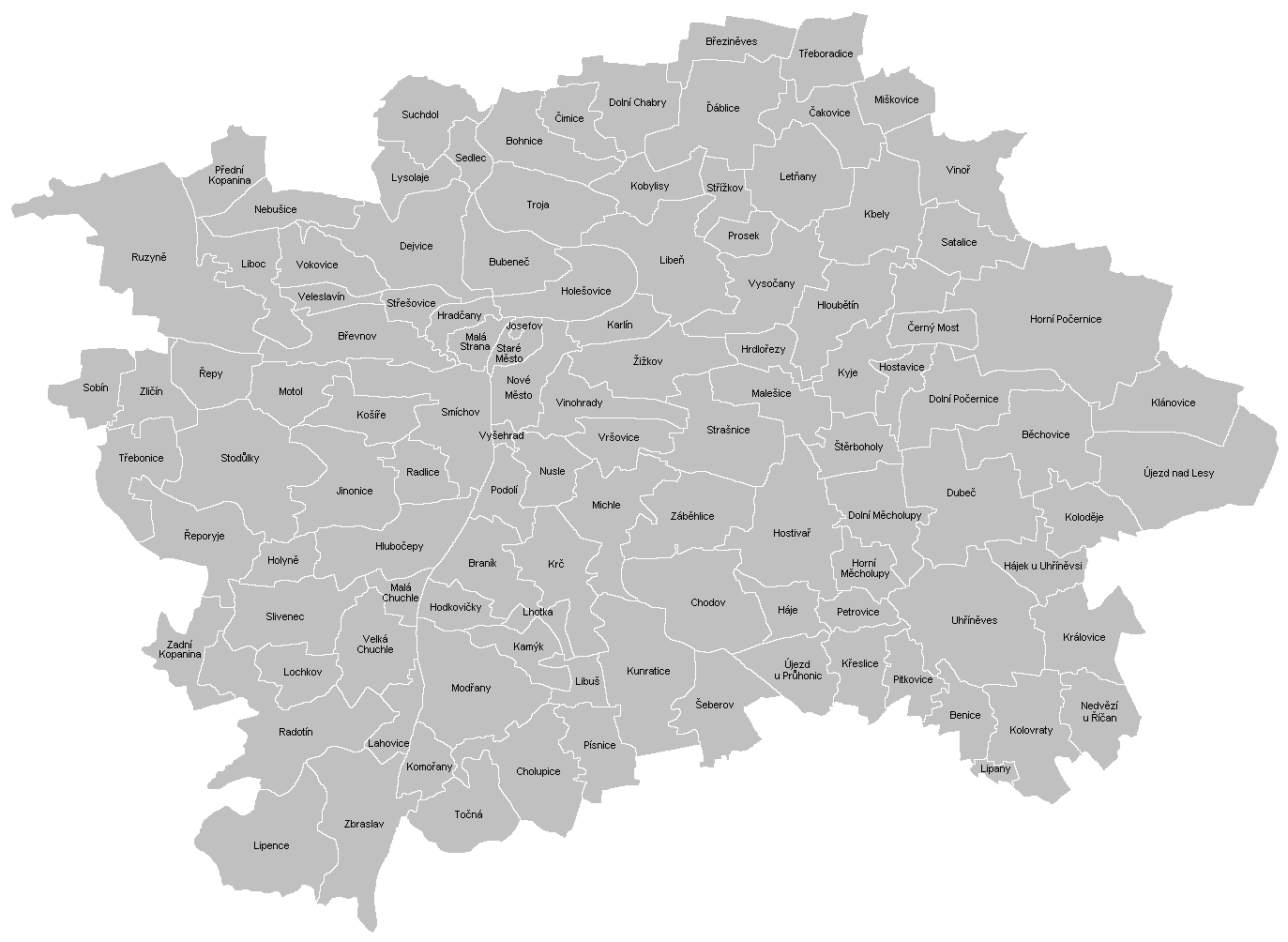
112 katastrálních území Prahy

Praha je složena z celkem 112 katastrálních území. Stejně jako jinde v České republice se nejedná o jednotky územní samosprávy; podle katastrálního zákona, č. 344/1992 Sb., jsou katastrální území základní jednotkou pro evidenci pozemků a staveb. Některá pražská katastrální území jsou územně shodná s celým územím některé pražské městské části. Z urbanistického hlediska má zástavba na mnohých pražských katastrálních územích charakter čtvrti či vesnice. Pražská katastrální území jsou územně totožná s vymezením pražských evidenčních částí obce (popisná čísla domů jsou přidělována podle příslušnosti k evidenční části obce, nikoliv podle příslušnosti k samosprávné městské části).
Obec je vymezena výčtem katastrálních území – žádné katastrální území podle zákona nemá být rozděleno do více obcí nebo okresů. Může však zasahovat do více obvodů Prahy nebo do více městských částí, což je v Praze z důvodů historického vývoje zcela běžné. Například Vinohrady (katastrální území a evidenční část obce) jsou rozděleny do pěti městských částí, z nichž každá patří do jiného obvodu na úrovni okresu i do jiného správního obvodu.

### Seznam katastrálních území
K 1. červenci 2016 byly ve státních rejstřících i na tabulích názvy tří částí Prahy uvedeny do souladu s názvy katastrálních území (Nedvězí u Říčan, Hájek u Uhřínevsi, Újezd u Průhonic).
V závorce jsou uvedeny městské části, do kterých katastrální území a část obce spadá (odlišné od obvodů na úrovni okresů a správních obvodů).
| - Benice (Praha-Benice) - Běchovice (Praha-Běchovice) - Bohnice (Praha 8) - Braník (Praha 4) - Břevnov (Praha 5, Praha 6) - Březiněves (Praha-Březiněves) - Bubeneč (Praha 6, Praha 7) - Čakovice (Praha-Čakovice) - Černý Most – v zákoně uveden jako Černý most (Praha 14) - Čimice (Praha 8) - Dejvice (Praha 6) - Dolní Chabry (Praha-Dolní Chabry) - Dolní Měcholupy (Praha-Dolní Měcholupy, Praha-Dubeč) - Dolní Počernice (Praha-Dolní Počernice) - Dubeč (Praha-Dubeč) - Ďáblice (Praha-Ďáblice) - Háje (Praha 11) - Hájek u Uhříněvsi (Praha 22) - Hloubětín (Praha 10, Praha 14, Praha 9) - Hlubočepy (Praha 5) - Hodkovičky (Praha 4) - Holešovice (Praha 7, Praha 1) - Holyně (Praha-Slivenec) - Horní Měcholupy (Praha 15) - Horní Počernice (Praha 20) - Hostavice (Praha 14) - Hostivař (Praha 15) - Hradčany (Praha 1, Praha 6) - Hrdlořezy (Praha 9, Praha 10) - Chodov (Praha 11) - Cholupice (Praha 12) - Jinonice (Praha 5, Praha 13) - Josefov (Praha 1) - Kamýk (Praha 12) - Karlín (Praha 8) - Kbely (Praha 19) - Klánovice (Praha-Klánovice) - Kobylisy (Praha 8) | - Koloděje (Praha-Koloděje) - Kolovraty (Praha-Kolovraty) - Komořany (Praha 12) - Košíře (Praha 5) - Královice (Praha-Královice) - Krč (Praha 4) - Křeslice (Praha-Křeslice) - Kunratice (Praha-Kunratice) - Kyje (Praha 14) - Lahovice (Praha-Zbraslav) - Letňany (Praha 18) - Lhotka (Praha 4) - Libeň (Praha 7, Praha 8, Praha 9) - Liboc (Praha 6) - Libuš (Praha-Libuš) - Lipany (Praha-Kolovraty) - Lipence (Praha-Lipence) - Lochkov (Praha-Lochkov) - Lysolaje (Praha-Lysolaje) - Malá Chuchle (Praha-Velká Chuchle) - Malá Strana (Praha 1, Praha 5) - Malešice (Praha 10, Praha 9) - Michle (Praha 4, Praha 10) - Miškovice (Praha-Čakovice) - Modřany (Praha 12) - Motol (Praha 5) - Nebušice (Praha-Nebušice) - Nedvězí u Říčan (Praha-Nedvězí) - Nové Město (Praha 1, Praha 2, Praha 8) - Nusle (Praha 2, Praha 4) - Petrovice (Praha-Petrovice) - Písnice (Praha-Libuš) - Pitkovice (Praha 22) - Podolí (Praha 4) - Prosek (Praha 9) - Přední Kopanina (Praha-Přední Kopanina) - Radlice (Praha 5) - Radotín (Praha 16) | - Ruzyně (Praha 6) - Řeporyje (Praha-Řeporyje, Praha 13) - Řepy (Praha 17) - Satalice (Praha-Satalice) - Sedlec (Praha 6, Praha-Suchdol) - Slivenec (Praha-Slivenec) - Smíchov (Praha 5) - Sobín (Praha-Zličín) - Staré Město (Praha 1) - Stodůlky (Praha 13, Praha-Řeporyje) - Strašnice (Praha 3, Praha 10) - Střešovice (Praha 6) - Střížkov (Praha 8, Praha 9) - Suchdol (Praha-Suchdol) - Šeberov (Praha-Šeberov) - Štěrboholy (Praha-Štěrboholy) - Točná (Praha 12) - Troja (Praha-Troja, Praha 8) - Třebonice (Praha-Zličín, Praha-Řeporyje, Praha 13) - Třeboradice (Praha-Čakovice) - Uhříněves (Praha 22) - Újezd u Průhonic (Praha-Újezd) - Újezd nad Lesy (Praha 21) - Veleslavín (Praha 6) - Velká Chuchle (Praha-Velká Chuchle) - Vinohrady (Praha 1, Praha 2, Praha 3, Praha 4, Praha 10) - Vinoř (Praha-Vinoř) - Vokovice (Praha 6) - Vršovice (Praha 10) - Vysočany (Praha 3, Praha 9) - Vyšehrad (Praha 2) - Záběhlice (Praha 4, Praha 10) - Zadní Kopanina (Praha-Řeporyje) - Zbraslav (Praha-Zbraslav) - Zličín (Praha-Zličín) - Žižkov (Praha 10, Praha 3, Praha 8) |

### Historie katastrálních území
Původně historicky bývalo správní a samosprávné členění totožné s katastrálním, od roku 1947 a silně od roku 1949 se však začínala dosud souvislá katastrální území dělit do více správních obvodů. Nyní již je jejich odlišnost natolik zásadní, že s jejich opětovným úplným sladěním se nepočítá. Katastrální členění musí mít trvalejší charakter, a proto se nepřizpůsobuje všem správně-organizačním změnám. Přesto ke změnám občas dochází, například 1. 1. 1988 k vytvoření katastrálního území Černý Most, 1. 1. 1989 k vytvoření katastrálního území Kamýk, v některých oblastech došlo k mírným úpravám katastrálních hranic.
Na současném území Prahy po vzniku katastrů vzniklo 9 nových katastrálních území (Černý Most, Háje, Hájek u Uhříněvsi, Holyně, Kamýk, Klánovice, Komořany, Újezd nad Lesy, Žižkov) a 8 jich zaniklo (sloučené Horní Krč a Dolní Krč, Chaby, Chvaly, Svépravice (Praha), Lipany (nezaměňovat se stejnojmenným katastrálním územím Lipany v městské části Praha-Kolovraty), Roztyly, Záběhlice u Zbraslavi, Žabovřesky).
Nejnověji vzniklými katastrálními územími byly:
- Černý Most: vzniklo rozhodnutími pléna NVP č. 20/3/P z 15. 5. 1986 a 7/10/P ze 17. 12. 1987 z částí katastrálních území Kyje, Horní Počernice a Hloubětín[3].
- Kamýk: vzniklo usnesením pléna NVP č. 10/5/P z 20. 10. 1988 z částí katastrálních území Modřany a Lhotka.

Mnohé pražské čtvrti nebo osady, například Barrandov, Spořilov, Košík, Zahradní Město, Pankrác, Letná, Bubny, Zlíchov, Klíčov, Butovice, Klukovice, Kačerov, Jenerálka, Šárka, Strahov, Chodovec, Litochleby, Dubeček, Lázeňka, Netluky, Zmrzlík, Cikánka, Kateřinky, Hrnčíře, Pitkovičky, Lahovičky, Dolní Černošice, Kazín, Závist, Baně, Strnady a další, nemají vlastní samostatné katastrální území. Některé z nich však přesto výjimečně bývají na tabulkách s číslem popisným uváděny místo názvu katastrálního území. Mnohé bývalé čtvrtě či osady splynuly se souvislou zástavbou a jejich jména mají spíše charakter pomístních názvů či se dochovala v názvech ulic.

## Městské části (57) a správní obvody (1–22)
Praha se dělí na 57 samosprávných městských částí a 22 správních obvodů, kde část státní správy vykonává 22 městských částí s přenesenou působností. Tyto „velké“ městské části mají názvy Praha 1 – Praha 22 a stejným názvem se označují i celé jim svěřené správní obvody. Správní členění Prahy v některých oblastech nekopíruje hranice katastrálního členění a 27 ze 112 katastrálních území (k roku 2019) dělí hranice městských částí na dvě či více tzv. územně technických jednotek.

### Městská část

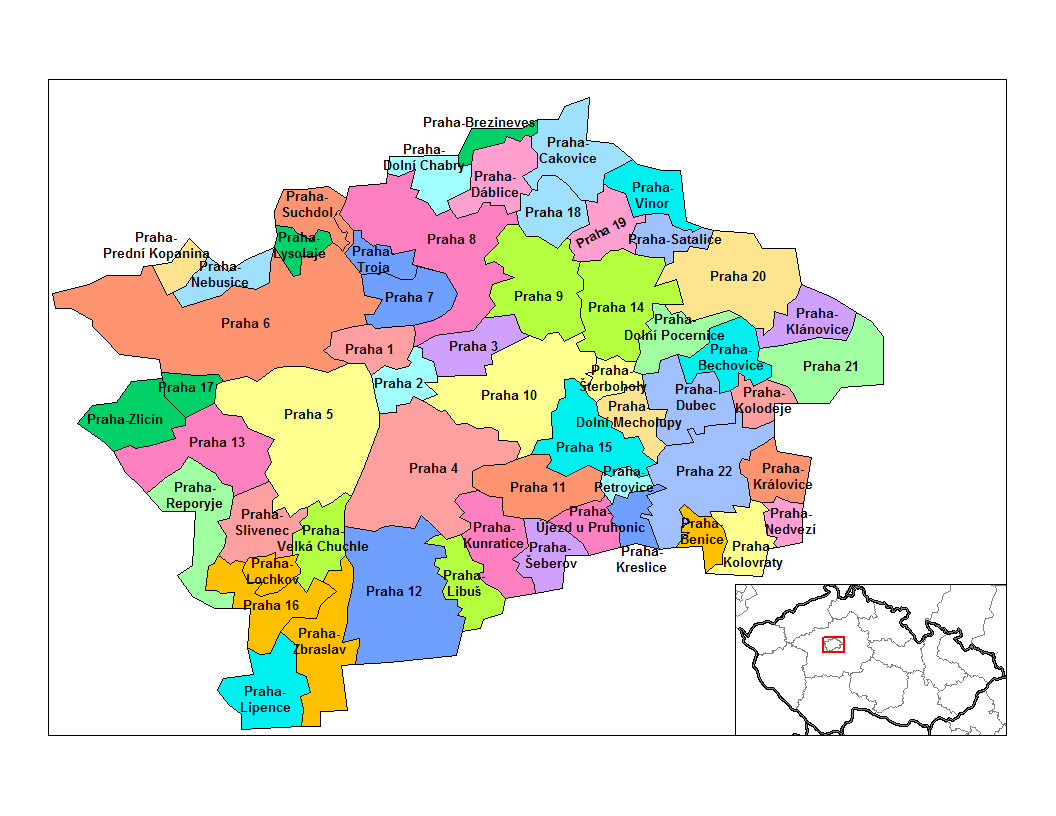
57 městských částí Prahy

Území jednotlivých městských částí je vymezeno v příloze Statutu hlavního města Prahy výčtem katastrálních území a popisem průběhu hranice území. Není zajištěna skladebnost s katastrálním členěním a území městských částí se skládájí z celých katastrálních území i z jejich částí.
Z hlediska samostatné působnosti si je všech 57 městských částí rovno, všechny rovněž vykonávají určitý základní rozsah přenesené působnosti, vymezený jednotně v příloze č. 3 Statutu hl. m. Prahy. Přenesenou působnost v rozsahu rozšířeném o působnosti uvedené v příloze 4 Statutu hl. m. Prahy deleguje Statut hlavního města Prahy od roku 2001 pouze na 22 městských částí, jejichž zvláštní postavení je zdůrazněno jejich názvy (Praha 1 – Praha 22).

### Správní obvod (1–22)

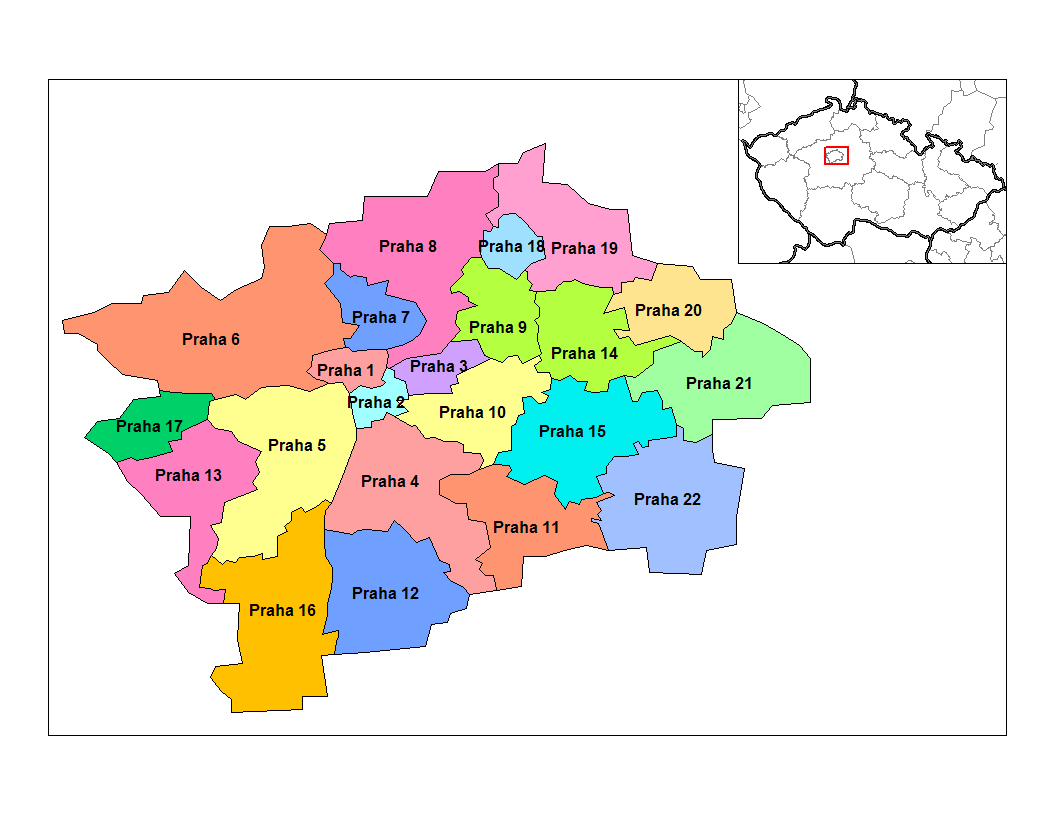
22 správních obvodů Prahy
Zčásti neaktuální (městská část Praha-Čakovice spadá do obvodu Praha 18)

Městské části Praha 1 až Praha 22 vykonávají přenesenou působnost státní správy na svém území i na území ostatních „malých“ městských částí. Praha se tak dělí na 22 správních obvodů, ve kterých vykonává přenesenou působnost 22 „velkých“ městských částí. Vykonávají ji od roku 2001 na základě Statutu hlavního města Prahy.
Správní obvody Praha 1, 2, 3, 9, 10 a 20 jsou totožné s územím stejnojmenných městských částí. Ostatní obvody zahrnují i další městské části, viz tabulka níže.
Území těchto 22 správních obvodů definuje Statut bez určení oficiálního pojmenování. Z praktických důvodů se označují jako „správní obvody“, Registr územní identifikace, adres a nemovitostí a Registr sčítacích obvodů a budov je eviduje pod označením „správní obvody hlavního města Prahy“ či „správní obvody Prahy“. Tuto terminologii zakládá zákon o základních registrech, podle kterého se „v tomto zákoně rozumí (…) správním obvodem v hlavním městě Praze území, na němž vykonává úřad městské části hlavního města Prahy určený Statutem hlavního města Prahy některou přenesenou působnost z rozsahu svěřeného orgánu obce s rozšířenou působností.“

### Městské části s přenesenou působností (22)
Městské části Praha 1 – Praha 22 vykonávají kromě své samostatné působnosti i přenesenou působnost státní správy na území stejnojmenného správního obvodu. Všechny „velké“ městské části ji vykonávají na svém území, městské části Praha 4, 5, 6, 7, 8, 11, 12, 13, 14, 15, 16, 17, 18, 19, 21 a 22 i na územích přičleněných „malých“ městských částí, kterým přenesená působnost svěřena není. Takto je přenesená působnost na základě Statutu hlavního města Prahy rozdělena od roku 2001, předtím bylo rozdělení přenesené působnosti komplikovanější a pro jednotlivé působnosti se lišilo.
| Městská část (starší název)        | Obvod    | Počet obyvatel k 31.12.2021 | Zahrnutá katastrální území | Pod rozšířenou přenesenou působnost připojeny                          |
| ---------------------------------- | -------- | --------------------------- | --- | ---------------------------------------------------------------------- |
| Praha 1                            | Praha 1  | 26 617                      | Staré Město, Josefov, převážná část Hradčan, převážná část Malé Strany, část Nového Města, nepatrná část Holešovic, nepatrná část Vinohrad                                                                                        |                                                                        |
| Praha 2                            | Praha 2  | 46 101                      | část Vinohrad, Vyšehrad, část Nového Města, menší část Nuslí (Nuselské údolí) |                                                                        |
| Praha 3                            | Praha 3  | 72 809                      | převážná část Žižkova, část Vinohrad, malá část Vysočan, malá část Strašnic |                                                                        |
| Praha 4                            | Praha 4  | 126 070                     | Braník, Hodkovičky, Krč, Lhotka, Podolí, převážná část Michle, převážná část Nuslí, menší část Záběhlic, nepatrná část Vinohrad                                                                                                   | Praha-Kunratice                                                        |
| Praha 5                            | Praha 5  | 85 687                      | Smíchov, Hlubočepy, Radlice, Košíře, Motol, převážná část Jinonic, malá část Malé Strany, nepatrná část Břevnova | Praha-Slivenec                                                         |
| Praha 6                            | Praha 6  | 102 100                     | Dejvice, Střešovice, Veleslavín, Vokovice, Ruzyně, Liboc, téměř celý Břevnov, větší část Bubenče, dolní část Sedlce, malá část Hradčan                                                                                            | Praha-Suchdol, Praha-Lysolaje, Praha-Nebušice, Praha-Přední Kopanina   |
| Praha 7                            | Praha 7  | 43 916                      | převážná část Holešovic, menší část Bubenče, nepatrná část Libně | Praha-Troja                                                            |
| Praha 8                            | Praha 8  | 102 847                     | větší část Libně, Karlín, Kobylisy, Bohnice, Čimice, významná část Troji (horní), malá část Nového Města, část Střížkova, nepatrná část Žižkova                                                                                   | Praha-Ďáblice, Praha-Březiněves, Praha-Dolní Chabry                    |
| Praha 9                            | Praha 9  | 58 910                      | převážná část Vysočan, menší část Libně, Prosek, část Střížkova, převážná část Hrdlořez, menší část Hloubětína, nepatrná část Malešic                                                                                             |                                                                        |
| Praha 10                           | Praha 10 | 109 144                     | Vršovice, část Vinohrad, převážná část Strašnic, převážná část Malešic, větší část Záběhlic, část Michle (vrch Bohdalec), nepatrná část Žižkova (1 dům), nepatrná nezastavěná část Hrdlořez, nepatrná nezastavěná část Hloubětína |                                                                        |
| Praha 11 (Praha-Jižní Město)       | Praha 4  | 73 166                      | Chodov, Háje | Praha-Šeberov, Praha-Újezd, Praha-Křeslice (přesah do obvodu Praha 10) |
| Praha 12 (Praha-Modřany)           | Praha 4  | 56 605                      | Modřany, Komořany, Točná, Cholupice, Kamýk | Praha-Libuš                                                            |
| Praha 13 (Praha-Jihozápadní Město) | Praha 5  | 60 653                      | převážná část Stodůlek, převážná část Třebonic, malá okrajová část Jinonic, nepatrná nezastavěná část Řeporyj | Praha-Řeporyje                                                         |
| Praha 14 (Praha-Kyje)              | Praha 9  | 46 178                      | Kyje, Hostavice, Černý Most, převážná část Hloubětína | Praha-Dolní Počernice                                                  |
| Praha 15 (Praha-Horní Měcholupy)   | Praha 10 | 33 722                      | Horní Měcholupy, Hostivař | Praha-Dolní Měcholupy, Praha-Štěrboholy, Praha-Petrovice, Praha-Dubeč  |
| Praha 16 (Praha-Radotín)           | Praha 5  | 8 325                       | Radotín | Praha-Velká Chuchle, Praha-Lochkov, Praha-Zbraslav, Praha-Lipence      |
| Praha 17 (Praha-Řepy)              | Praha 6  | 22 946                      | Řepy | Praha-Zličín (přesah do obvodu Praha 5)                                |
| Praha 18 (Praha-Letňany)           | Praha 9  | 21 230                      | Letňany | Praha-Čakovice                                                         |
| Praha 19 (Praha-Kbely)             | Praha 9  | 7 095                       | Kbely | Praha-Vinoř, Praha-Satalice                                            |
| Praha 20 (Praha-Horní Počernice)   | Praha 9  | 15 486                      | Horní Počernice |                                                                        |
| Praha 21 (Praha-Újezd nad Lesy)    | Praha 9  | 10 490                      | Újezd nad Lesy | Praha-Klánovice, Praha-Koloděje, Praha-Běchovice                       |
| Praha 22 (Praha-Uhříněves)         | Praha 10 | 13 088                      | Uhříněves, Hájek u Uhříněvsi, Pitkovice | Praha-Královice, Praha-Nedvězí, Praha-Kolovraty, Praha-Benice          |

### Ostatní městské části (35)
35 městských částí vykonává pouze samostatnou působnost, rozšířenou přenesenou působnost na jejich území vykonává některá z tzv. velkých městských částí.
Název tzv. malé městské části se od názvu katastrálního území liší tím, že obsahuje navíc slovo „Praha“ se spojovníkem a ve dvou případech je zkrácen o specifikující přívlastky (městská část Praha-Újezd je tvořena katastrálním územím Újezd u Průhonic a městská část Praha-Nedvězí katastrálním územím Nedvězí u Říčan).
| Městská část          | Obvod    | Zahrnutá katastrální území                                                    | Rozšířenou přenesenou působnost vykonává |
| --------------------- | -------- | ----------------------------------------------------------------------------- | ---------------------------------------- |
| Praha-Běchovice       | Praha 9  | Běchovice                                                                     | Praha 21                                 |
| Praha-Benice          | Praha 10 | Benice                                                                        | Praha 22                                 |
| Praha-Březiněves      | Praha 8  | Březiněves                                                                    | Praha 8                                  |
| Praha-Čakovice        | Praha 9  | Čakovice, Třeboradice, Miškovice                                              | Praha 18                                 |
| Praha-Ďáblice         | Praha 8  | Ďáblice                                                                       | Praha 8                                  |
| Praha-Dolní Chabry    | Praha 8  | Dolní Chabry                                                                  | Praha 8                                  |
| Praha-Dolní Měcholupy | Praha 10 | Dolní Měcholupy (do roku 2009 pouze část)                                     | Praha 15                                 |
| Praha-Dolní Počernice | Praha 9  | Dolní Počernice                                                               | Praha 14                                 |
| Praha-Dubeč           | Praha 10 | Dubeč (do roku 2009 též malá přilehlá část Dolních Měcholup)                  | Praha 15                                 |
| Praha-Klánovice       | Praha 9  | Klánovice                                                                     | Praha 21                                 |
| Praha-Koloděje        | Praha 9  | Koloděje                                                                      | Praha 21                                 |
| Praha-Kolovraty       | Praha 10 | Kolovraty, Lipany                                                             | Praha 22                                 |
| Praha-Královice       | Praha 10 | Královice                                                                     | Praha 22                                 |
| Praha-Křeslice        | Praha 10 | Křeslice                                                                      | Praha 11                                 |
| Praha-Kunratice       | Praha 4  | převážná část Kunratic, od 1. července 2014 též malá část Šeberova            | Praha 4                                  |
| Praha-Libuš           | Praha 4  | Libuš, Písnice                                                                | Praha 12                                 |
| Praha-Lipence         | Praha 5  | Lipence                                                                       | Praha 16                                 |
| Praha-Lochkov         | Praha 5  | Lochkov                                                                       | Praha 16                                 |
| Praha-Lysolaje        | Praha 6  | Lysolaje                                                                      | Praha 6                                  |
| Praha-Nebušice        | Praha 6  | Nebušice                                                                      | Praha 6                                  |
| Praha-Nedvězí         | Praha 10 | Nedvězí u Říčan                                                               | Praha 22                                 |
| Praha-Petrovice       | Praha 10 | Petrovice                                                                     | Praha 15                                 |
| Praha-Přední Kopanina | Praha 6  | Přední Kopanina                                                               | Praha 6                                  |
| Praha-Řeporyje        | Praha 5  | převážná část Řeporyj, Zadní Kopanina, malá část Stodůlek, malá část Třebonic | Praha 13                                 |
| Praha-Satalice        | Praha 9  | Satalice                                                                      | Praha 19                                 |
| Praha-Slivenec        | Praha 5  | Slivenec, Holyně                                                              | Praha 5                                  |
| Praha-Suchdol         | Praha 6  | Suchdol, horní část Sedlce                                                    | Praha 6                                  |
| Praha-Šeberov         | Praha 4  | převážná část Šeberova, od 1. července 2014 též malá část Kunratic            | Praha 11                                 |
| Praha-Štěrboholy      | Praha 10 | Štěrboholy                                                                    | Praha 15                                 |
| Praha-Troja           | Praha 7  | dolní část Troji                                                              | Praha 7                                  |
| Praha-Újezd           | Praha 4  | Újezd u Průhonic                                                              | Praha 11                                 |
| Praha-Velká Chuchle   | Praha 5  | Velká Chuchle, Malá Chuchle                                                   | Praha 16                                 |
| Praha-Vinoř           | Praha 9  | Vinoř                                                                         | Praha 19                                 |
| Praha-Zbraslav        | Praha 5  | Zbraslav, Lahovice                                                            | Praha 16                                 |
| Praha-Zličín          | Praha 5  | Zličín, Sobín, část Třebonic (okolí stanice metra Zličín)                     | Praha 17                                 |

## Obvody (1–10)
Praha se územně člení na 10 obvodů, které jsou číslovány arabskými číslicemi (Praha 1 – Praha 10) a podle zákona jsou na úrovni okresů. Tyto městské obvody zavedené roku 1960 byly bez územních změn redefinovány zákonem o územně správním členění státu z roku 2020, z jehož zmocnění je územně vymezuje vyhláška ministerstva vnitra výčtem základních správních obvodů městských částí. Shodným způsobem jsou pojmenovány i definovány i soudní obvody. Toto dělení Prahy využívají i další instituce, např. Česká pošta. Jednotkami státní správy ani samosprávy však již tyto obvody nejsou.
Městské části Praha 1 až Praha 10 vznikly v roce 1990 jako zbytková jádra městských obvodů osekaná o správní obvody bývalých místních národních výborů (místních úřadů), z nichž se staly samosprávné městské části, tedy v podstatě na území původních obvodů před připojovaním nových obcí v letech 1968 a 1974. Později ještě došlo k některým změnám (například převodu Hostivaře z městské části Praha 10 pod působnost Horních Měcholup pod novým názvem Praha 15). Vnitřní obvody Praha 1, Praha 2 a Praha 3, ke kterým v letech 1968 a 1974 nebyly žádné nové části připojeny, jsou tedy územně totožné se stejnojmennými městskými částmi. Pro územní členění na úrovni okresů však rozdělení města na 10 obvodů nadále platí.
| Obvod    | Městské části | Zahrnutá katastrální území |
| -------- | --- | --- |
| Praha 1  | Praha 1 | Staré Město, Josefov, převážná část Malé Strany, hlavní část Hradčan, severní část Nového Města, nepatrná část Holešovic, nepatrná část Vinohrad |
| Praha 2  | Praha 2 | Vyšehrad, jižní část Nového Města, část Nuslí, západní část Vinohrad |
| Praha 3  | Praha 3 | převážná část Žižkova, část Vinohrad, malá část Vysočan, malá část Strašnic |
| Praha 4  | Praha 4, Praha 11, Praha 12, Praha-Kunratice, Praha-Libuš, Praha-Šeberov, Praha-Újezd                                                                                              | část Nuslí (bez Nuselského údolí), nepatrná část Vinohrad, převážná část Michle, Krč, část Záběhlic (Spořilov), Lhotka, Podolí, Braník a Hodkovičky, 1968 připojeny Háje, Chodov, Kunratice, Libuš, Modřany, 1974 připojeny Cholupice, Točná, Písnice, Šeberov, Újezd u Průhonic |
| Praha 5  | Praha 5, Praha 13, Praha 16, Praha-Lipence, Praha-Lochkov, Praha-Řeporyje, Praha-Slivenec, Praha-Velká Chuchle, Praha-Zbraslav, Praha-Zličín                                       | Smíchov, Košíře, Motol, Radlice, Jinonice, Hlubočepy, Malá Chuchle, malá část Malé Strany, nepatrná část Břevnova, 1968 připojena Velká Chuchle, Lahovice, část Holyně, Zbraslav, Zličín, 1974 připojeny zbytek Holyně, Zadní Kopanina, Lipence, Lochkov, Radotín, Řeporyje, Slivenec, Stodůlky, Třebonice |
| Praha 6  | Praha 6, Praha 17, Praha-Lysolaje, Praha-Nebušice, Praha-Přední Kopanina, Praha-Suchdol                                                                                            | Dejvice, Sedlec, Střešovice, téměř celý Břevnov, Veleslavín, Vokovice, Liboc, část Bubenče, část Hradčan, 1960 připojena Ruzyně, 1968 připojeny Lysolaje, Nebušice, Řepy, Suchdol, 1974 připojena Přední Kopanina |
| Praha 7  | Praha 7, Praha-Troja | převážná část Holešovic, menší část Bubenče, nepatrná část Libně, dolní Troja |
| Praha 8  | Praha 8, Praha-Březiněves, Praha-Dolní Chabry, Praha-Ďáblice | Bohnice, Karlín, Kobylisy, Nové Město (malá část mezi Karlínem a Žižkovem), část Střížkova, většina Libně, malá část Žižkova, horní část Troji, 1960 připojeny Čimice, 1968 připojeny Ďáblice, Dolní Chabry, 1974 připojena Březiněves |
| Praha 9  | Praha 9, Praha 14, Praha 18, Praha 19, Praha 20, Praha 21, Praha-Běchovice, Praha-Čakovice, Praha-Dolní Počernice, Praha-Klánovice, Praha-Koloděje, Praha-Satalice, Praha-Vinoř    | převážná část Vysočan, Prosek, část Střížkova, Hloubětín (kromě nepatrné části), Hrdlořezy (kromě nepatrné části), východní část Libně, malá část Malešic (na kopci Tábor), 1968 připojeny Čakovice, Kbely, Kyje, Letňany, Miškovice, Třeboradice, 1970 připojeny Hostavice, 1974 připojeny Běchovice, Klánovice, Koloděje, Dolní Počernice, Horní Počernice, Satalice, Újezd nad Lesy, Vinoř                                                                 |
| Praha 10 | Praha 10, Praha 15, Praha 22, Praha-Benice, Praha-Dolní Měcholupy, Praha-Dubeč, Praha-Kolovraty, Praha-Královice, Praha-Křeslice, Praha-Nedvězí, Praha-Petrovice, Praha-Štěrboholy | Vršovice, převážná část Strašnic, Hostivař, převážná část Malešic, větší část Záběhlic (bez Spořilova), jihovýchodní část Vinohrad, severní část Michle, nepatrná část Žižkova (1 dům), nepatrná nezastavěná část Hrdlořez, nepatrná nezastavěná část Hloubětína, 1968 připojeny Dolní Měcholupy, Horní Měcholupy, Petrovice, Štěrboholy, 1974 připojeny Benice, Dubeč, Dubeček, Hájek, Kolovraty, Královice, Křeslice, Lipany, Nedvězí, Pitkovice, Uhříněves |

## Další členění

### Soudní obvody
Soudní obvody jsou vymezeny pro jednotlivé obvodní soudy přílohou č. 4 zákona č. 6/2002 Sb., o soudech a soudcích, a to výčtem městských částí takto:
- Obvodní soud pro Prahu 1 – Praha 1
- Obvodní soud pro Prahu 2 – Praha 2
- Obvodní soud pro Prahu 3 – Praha 3
- Obvodní soud pro Prahu 4 – Praha 4, Praha 11, Praha 12, Praha-Kunratice, Praha-Libuš, Praha-Šeberov a Praha-Újezd
- Obvodní soud pro Prahu 5 – Praha 5, Praha 13, Praha-Lipence, Praha-Lochkov, Praha-Radotín, Praha-Řeporyje, Praha-Slivenec, Praha-Velká Chuchle, Praha-Zbraslav a Praha-Zličín
- Obvodní soud pro Prahu 6 – Praha 6, Praha-Lysolaje, Praha-Nebušice, Praha-Přední Kopanina, Praha-Řepy a Praha-Suchdol
- Obvodní soud pro Prahu 7 – Praha 7 a Praha-Troja
- Obvodní soud pro Prahu 8 – Praha 8, Praha-Březiněves, Praha-Dolní Chabry a Praha-Ďáblice
- Obvodní soud pro Prahu 9 – Praha 9, Praha 14, Praha-Běchovice, Praha-Čakovice, Praha-Dolní Počernice, Praha-Horní Počernice, Praha-Kbely, Praha-Klánovice, Praha-Koloděje, Praha-Letňany, Praha-Satalice, Praha-Újezd nad Lesy a Praha-Vinoř
- Obvodní soud pro Prahu 10 – Praha 10, Praha 15, Praha-Benice, Praha-Dolní Měcholupy, Praha-Dubeč, Praha-Kolovraty, Praha-Královice, Praha-Křeslice, Praha-Nedvězí, Praha-Petrovice, Praha-Štěrboholy a Praha-Uhříněves

Fakticky jsou shodné jako obvody na úrovni okresů podle zákona o územním členění státu.

### Policejní obvody
Od 1. ledna 2004 vytvořila Policie České republiky v Praze čtyři policejní obvody s obvodními ředitelstvími:
- Praha I (obvody Praha 1, Praha 6, Praha 7)
- Praha II (obvody Praha 2, Praha 5)
- Praha III (obvody Praha 3, Praha 8, Praha 9)
- Praha IV (obvody Praha 4, Praha 10)

Tyto obvody zatím nejsou dány zákonem. Pro případ zrušení deseti pražských obvodů navrhuje vláda uzákonění stejných čtyř policejních obvodů, které v zákoně redefinuje výčtem soudních obvodů.

### Volební obvody
Pro sněmovní volby tvoří Praha podle zákona č. 247/1995 Sb. jediný volební obvod.
Pro senátní volby je území Prahy rozděleno zákonem č. 247/1995 Sb. a jeho pravidelných novel na 10 volebních obvodů, jejichž přesné vymezení je novelami zákona příležitostně upravováno tak, aby se počet obyvatel neodchyloval o více než 15 % oproti průměrnému počtu obyvatel republiky připadajících na mandát.
- Senátní obvod č. 17 – Praha 12 zahrnuje území městských částí Praha 12, Praha 16, Praha-Lipence, Praha-Lochkov, Praha-Velká Chuchle, Praha-Zbraslav, Praha-Kunratice, Praha-Šeberov, Praha-Újezd, Praha-Libuš, Praha-Petrovice a část území městské části Praha 4 tvořenou katastrálními územími Hodkovičky a Lhotka.[11]
- Senátní obvod č. 19 – Praha 11 zahrnuje území městských částí Praha 11, Praha 15, Praha 22, Praha-Benice, Praha-Dolní Měcholupy, Praha-Kolovraty, Praha-Královice, Praha-Křeslice a Praha-Nedvězí.[12]
- Senátní obvod č. 20 – Praha 4 zahrnuje území městské části Praha 4 s výjimkou katastrálních území Hodkovičky a Lhotka.[13]
- Senátní obvod č. 21 – Praha 5 zahrnuje území městské části Praha 5 s výjimkou části Malé Strany ležící na území městské části Praha 5. Dále zahrnuje území městských částí Praha 13, Praha-Řeporyje, Praha-Slivenec a Praha-Zličín.[14]
- Senátní obvod č. 22 – Praha 10 zahrnuje území městské části Praha 10 s výjimkou části katastrálního území Vinohrady, dále zahrnuje území městských částí Praha-Štěrboholy a Praha-Dubeč.[15]
- Senátní obvod č. 23 – Praha 8 zahrnuje území městských částí Praha 8, Praha-Březiněves, Praha-Ďáblice, Praha-Dolní Chabry a Praha-Čakovice.[16]
- Senátní obvod č. 24 – Praha 9 zahrnuje území městské části Praha 9 s výjimkou katastrálních území Hrdlořezy, Hloubětín a části Malešic. Dále zahrnuje území městských částí Praha 14, Praha 18, Praha 19, Praha 20, Praha 21, Praha-Běchovice, Praha-Dolní Počernice, Praha-Klánovice, Praha-Koloděje, Praha-Satalice a Praha-Vinoř.[17]
- Senátní obvod č. 25 – Praha 6 zahrnuje území městské části Praha 6 s výjimkou katastrálního území Střešovice, části Bubenče, části Hradčan a části Sedlce. Dále zahrnuje území městských částí Praha 17, Praha-Přední Kopanina, Praha-Nebušice, Praha-Suchdol a Praha-Lysolaje.[18]
- Senátní obvod č. 26 – Praha 2 zahrnuje území městské části Praha 2 s výjimkou katastrálního území Nové Město. Dále zahrnuje území městské části Praha 3, část území městské části Praha 10 tvořené částí katastrálního území Vinohrady ležící na území městské části Praha 10, a část území městské části Praha 9 tvořenou katastrálními územími Hrdlořezy, Hloubětín a částí Malešic.[19]
- Senátní obvod č. 27 – Praha 1 zahrnuje centrální část Prahy, je tvořen územím městských částí Praha 1, Praha 7 a Praha-Troja. Dále zahrnuje část území městské části Praha 2, tvořenou k. ú. Nové Město, část území městské části Praha 5, tvořenou částí k. ú. Malá Strana ležící na území městské části Praha 5, a část území městské části Praha 6 tvořenou k. ú. Střešovice, částí k. ú. Bubeneč, částí k. ú. Hradčany a částí k. ú. Sedlec, ležícími na území městské části Praha 6.[20]

Zákonem č. 195/2010 Sb. byla městská část Praha-Zličín přeřazena ze senátního obvodu 21 (Praha 5) do obvodu 25 (Praha 6), městská část Praha 18 byla přeřazena z obvodu 24 (Praha 9) do obvodu 23 (Praha 8) a katastrální území Vyšehrad z obvodu 26 (Praha 2) do obvodu 27 (Praha 1).
Pro volby do Zastupitelstva hl. m. Prahy v roce 1994 tvořilo území města jediný volební obvod. V roce 1998 Rada hl. m. Prahy vyhlásila 10 volebních obvodů, z toho obvody I., III., V., VI. a X. byly pětimandátové a obvody II., IV., VII., VIII. a IX. šestimandátové.
Pro volby do Zastupitelstva hl. m. Prahy v roce 2002 tvořilo území města na základě usnesení Zastupitelstva hlavního města Prahy č. 42/02 pět čtrnáctimandátových volebních obvodů:
- I. – městské části Praha 1, Praha 2, Praha 6, Praha 7, Praha–Troja, Praha–Lysolaje, Praha–Nebušice, Praha–Přední Kopanina, Praha–Suchdol
- II. – městské části Praha 5, Praha 12, Praha 13, Praha 16, Praha 17, Praha–Slivenec, Praha–Libuš, Praha–Řeporyje, Praha–Lipence, Praha–Lochkov, Praha–Velká Chuchle, Praha–Zbraslav, Praha–Zličín
- III. – městské části Praha 4, Praha 11, Praha–Kunratice, Praha–Křeslice, Praha–Šeberov, Praha–Újezd
- IV. – městské části Praha 3, Praha 10, Praha 15, Praha 22, Praha–Dolní Měcholupy, Praha–Dubeč, Praha–Petrovice, Praha–Štěrboholy, Praha–Benice, Praha–Kolovraty, Praha–Královice, Praha–Nedvězí
- V. – městské části Praha 8, Praha 9, Praha 14, Praha 18, Praha 19, Praha 20, Praha 21, Praha–Březiněves, Praha–Dolní Chabry, Praha– Ďáblice, Praha–Dolní Počernice, Praha–Čakovice, Praha–Satalice, Praha–Vinoř, Praha–Běchovice, Praha–Klánovice, Praha–Koloděje

Pro volby do Zastupitelstva hl. m. Prahy v roce 2006 tvořilo území města jediný volební obvod.
Pro volby v roce 2010 bylo vytvořeno 7 volebních obvodů, v nichž se volí po 9 mandátech: Zástupci menších stran (například Markéta Reedová za VV nebo František Laudát za TOP 09) proti zavedení volebních obvodů protestovali, protože se tím podle Reedové fakticky zvyšuje kvórum pro získání mandátu na cca 11 % hlasů. Petr Hulinský z ČSSD rozdělení vytýkal, že pouze sedmina Pražanů bude moci volit hlavního lídra strany, a Petr Štěpánek (SZ), že jsou spojeny tak nesourodé části jako Staré Město a Přední Kopanina. V ostatních krajích zákon nepřipouští dělit kraj do více volebních obvodů, ve volbách do zastupitelstev statutárních měst však rozdělení je možné. Návrh pěti stran (SZ, ČSSD, KDU-ČSL, SNK ED a VV) z 9. července 2010 na zrušení rozhodnutí Nejvyšší správní soud 9. srpna zamítl jako nedůvodný.
- I. – městské části Praha 1, Praha 6, Praha 17, Praha-Zličín, Praha-Přední Kopanina, Praha-Nebušice, Praha-Lysolaje, Praha-Suchdol
- II. – městské části Praha 5, Praha 13, Praha-Řeporyje, Praha-Slivenec, Praha-Velká Chuchle, Praha-Lochkov, Praha 16, Praha-Zbraslav, Praha-Lipence
- III. – městské části Praha 4, Praha 12
- IV. – městské části Praha 7, Praha 8, Praha-Troja, Praha-Dolní Chabry, Praha-Březiněves, Praha-Čakovice, Praha 18, Praha-Ďáblice
- V. – městské části Praha 2, Praha 3, Praha 9, Praha 19, Praha-Vinoř, Praha-Satalice
- VI. – městské části Praha 10, Praha 14, Praha 20, Praha-Dolní Počernice, Praha-Štěrboholy
- VII. – městské části Praha 11, Praha 15, Praha 21, Praha 22, Praha-Dolní Měcholupy, Praha-Petrovice, Praha-Křeslice, Praha-Újezd, Praha-Šeberov, Praha-Kunratice, Praha-Libuš, Praha-Benice, Praha-Dubeč, Praha-Běchovice, Praha-Koloděje, Praha-Klánovice, Praha-Kolovraty, Praha-Nedvězí, Praha-Královice

Pro volby do Zastupitelstva hl. m. Prahy v roce 2014 a 2018 tvořilo území města jediný volební obvod.

### Oblastní správy komunikací
Technická správa komunikací hl. m. Prahy pro svou vnitřní potřebu a pro kontakt s městskými částmi a veřejností člení území hlavního města Prahy do oblastních správ:
- OS centrum (Praha 1, Praha 2, Praha 3)
- OS sever (Praha 8, Praha 9)
- OS východ (Praha 10)
- OS jih (Praha 4)
- OS jihozápad (Praha 5)
- OS severozápad (Praha 6, Praha 7)

### Církevní členění

#### Římskokatolická církev
Římskokatolická církev člení asi 70 pražských farnosti do čtyř vikariátů rozlišených římskými čísly, tyto vikariáty menší částí přesahují i za hranice Prahy. I. pražský vikariát zahrnuje farnosti v centru města, II. pražský vikariát západní břeh Vltavy, III. pražský vikariát jihovýchod Prahy a IV. pražský vikariát severovýchod Prahy.

#### Českobratrská církev evangelická
Českobratrská církev evangelická má v Praze 21 sborů, které jsou součástí Pražského seniorátu; tento seniorát zahrnuje nejen území hlavního města Prahy, ale i podstatnou část Středočeského kraje, kde k němu náleží dalších 10 sborů.

#### Církev československá husitská
Církev československá husitská člení svých 31 náboženských obcí v Praze do dvou vikariátů – Praha východ a Praha západ. Oba vikariáty jsou součástí Pražské diecéze.

#### Židovská obec
Židovská obec v Praze zahrnuje celé území Prahy; celkově tato obec sdružuje občany, hlásící se k židovskému vyznání, národnosti nebo původu z více než 40 % území České republiky.